# Šerin
Šerin Sajd Muhamed Abdel Vehab (Kairo, 8. oktobar 1980), profesionalno poznata kao Šerin, jeste egipatska pevačica i glumica. Ranije je bila članica žirija muzičkog programa MBC's The voice: Ahla Sawt.

## Karijera
Kao dete, Šerinin vokalni talenat prvi je otkrio njen učitelj muzike u školi. Još kada je imala 9 godina pridružila se Operi Kairo gde je upoznala Selima Sahaba, egipatskog dirigenta klasične muzike. On je ocenio njen glas kao visoko kvalitetnim. Od devete do dvanaeste godine pevala je kao deo hora u Kairskoj operi, zatim je dobila priliku da nastupa kao solo pevačica gde je ostvarila ogroman uspeh. Nastavila je da peva u operi u Kairu dok je tražila muzičkog producenta za početak svoje profesionalne karijere. Sa 18 godina upoznala se sa Nasrom Mahrousom, istaknutim kreatorom zvezda, rediteljem i muzičkim producentom. Dopao mu se njen glas i odlučio je da sarađuje sa njom kroz kompaniju Free Music, gde je upoznala Tamera Hosnija, tadašnjeg novog talenta. Šerin i Tamer Hosni su objavili zajednički album 2002. godine pod nazivom Free Mix3 - Tamer and Sherine i bio je veliki hit na celom bliskom istoku i severnoj Africi. Album je prodat u više od 20 miliona primeraka širom Bliskog istoka i Severne Afrike.
Njena pesma Sabrii Aalil nedavno je postala viralna na TikTok-u, a kasnije je dostigla  preko 1000% na na Spotify-u.

## Film
Šerin  je igrala ulogu u egipatskoj komediji Mido Mashakel ( arapski: ميدو مشاكل )  Ahmeda Helmy-a. Film je 2003. režirao Mohamed El-Nager. U junu 2015. godine igrala je ulogu u Ramazanskoj egipatskoj seriji Taree'i (arapski: طريقي; engl.: My Road), gde je igrala mladu damu koja se bori da ostvari svoj životni san da postane poznata pevačica, uprkos društvenim ograničenjima, propisima i protivljenju od strane roditelja. Dramu je napisao Tamer Habib, a režirao je Mohamed Shaker.

## Programi
Šerin je bila članica žirija u emisiji The Voice Ahla Sawt sve do njene zamene 2017. godine. U januaru 2017. godine počela je voditi sopstveni voditi TV program - Sherry's Studio (arapski: شيري ستوديو) na egipatskoj TV mreži DMC.
19. juna 2018. je bila deo velikog muzičkog događaja u Saudijskoj Arabiji u t King Abdullah Sports City u Džedi sa nekoliko poznatih ličnosti i umetnika iz celoga sveta koji je ujedno i bio prvi koncert u Saudijskoj Arabiji nakon što je kralj izmenio zakon o organizaciji istih u SA.

## Kontraverzije
Godine 2017. se pojavio video snimak snimljen na koncertu gde je Šerin govorila o zagađenosti reke Nila, gde je rekla da kada bi popila vodu iz Nila dobila bi bolest šistosomijazu i sve to kada su je zamolili da otpeva pesmu "Mashrebtesh Men Nilha" (egipatski arapski: ماشربتش من نيلها; engleski: You Didn't Drink From Its Nile). Sindikat egipatskih muzičara odlučio je da je suspenduje njeno pravo da nastupa u Egiptu zbog, kako oni kažu,  "očiglednog neopravdanog ismevanja našeg Egipta", gde se ona kasnije izvinila za svoju ''blesavu šalu'' na koncertu.

## Privatni život
Rođena je 8. oktobra 1980. godine u Kairu, Egipat, iz porodice srednje klase. Otac joj je dekorater, a majka domaćica. Ima jednog brata i jednu sestru.
Drugi put se udala 12. aprila 2018. godine u Kairu za Hosama Habiba, egipatskog pop muzičara. Venčanju su prisustvovali članovi uže porodice, menadžeri i organizatori, uključujući Šerinine ćerke iz njenog prethodnog braka sa egipatskim kompozitorom Mohamedom Mustafom. Šerin i Hosam Habib su se razveli 2021. godine, ali su se godinu dana ponovo venčali. U decembru 2023. su se razveli nakon ponovnog braka.

## Diskografija
- Free Mix 3 sa Tamerom Hosny-em (2002) Label: Free Music Art Production
- Garh Tany  (2003) Label: Free Music Art Production
- Lazem Ayesh  (2005) Label: Free Music Art Production
- Batamenak (2008) Label: Rotana
- Habeat  (2009) Label: Rotana
- Esaal Alaya  (2012) Label: Rotana
- Ana Kiteer (2014) Label: Nogoum Records
- Taree'i (2015)
- Nassay (2018)

### Singlovi
- "Kalam Eineh | شيرين - كلام عينيه
- "Ma Sherebtesh Min Nelha" (Popular Egyptian patriotic song)
- "Alachan Masr" ("For Egypt", Egyptian patriotic song)
- "Ma Btefrahsh"
- "Enak"
- "Baladi" ft. Muhammad Noor
- "Just A Dream (Coke Studio/Arabic Version) [with Nelly]
- "Al'am Al Jadeed" ft. Fadl Shaker
- "Lebnan Fel Alb" (Dedicated for Lebanon during the war)
- "Albi Leek" ft. Hany Shakir
- "Bahibik Ya Omi"
- "Keda Ya Albi"
- "Sida Da"
- "Kol Maghanni"
- "Ayesht Masr" (Egyptian patriotic song)
- "Ala Eidak" (2017)
- "Howa Dah" (2017)
- "Lawany" (2019)
- "Abo El Regala" (2019)
- "El Hob Khedaa" (2019)
- "Mesh Ad El Hawa" (2020)
- "Kollaha Ghayrana" (2021)
- "El Qamas" (2021)
- "Khasemt El Noum" (2021)
- "We Bahleflak" (2021)

Filmovi i televizijske muzičke trake
- "Balak" (2003)
- "Kteer Ben'shaa" (2006)
- "El Meraya" (2008)
- "Masha'er" (2013)
- "Halawat Al Dounia" (2017)
- "Ya Betfaker Ya Bet7es" (2019)
- "Weshy El Ha2i2i" (2021)
- "El Dahab" (2024)